# Dianajonesia excavatum
Dianajonesia excavatum is een rankpootkreeftensoort uit de familie van de Poecilasmatidae. De wetenschappelijke naam van de soort werd als Poecilasma excavatum in 1907 gepubliceerd door Paulus Peronius Cato Hoek. De naam "excavatum" slaat op een karakteristieke uitholling die dit dier aan de zijkanten van het tergum heeft.